# Maya Tecún II
Maya Tecún II es una localidad del estado mexicano de Campeche. Es parte del municipio de Champotón.

## Demografía
| Gráfica de evolución demográfica |
|                                  |

| Censo | Población |
| ----- | --------- |
| 1990  | 1 282     |
| 2000  | 719       |
| 2010  | 995       |
| 2020  | 1 022     |